# Megaclausia mirabilis
Megaclausia mirabilis – gatunek widłonoga z rodziny Clausiidae; jedyny przedstawiciel rodzaju Megaclausia.
Gatunek i rodzaj opisał w 1995 roku szkocki zoolog Myles Gerard O’Reilly. Widłonogi te są związane z wieloszczetami należącymi do gatunku Rhodine gracilior. Okazy typowe (holotyp, paratyp i alotyp) pozyskano w zatoce Firth of Forth w Szkocji; inne opisane przez autora okazy zostały złowione u wybrzeży angielskiego hrabstwa Northumberland. Gatunek ten wyróżnia się dużą wielkością samic (holotypowa samica mierzyła 7,5 mm, podczas gdy samce mierzą zwykle 1,5–2,0 mm) oraz strukturą nogi.